# Moratória Hoover

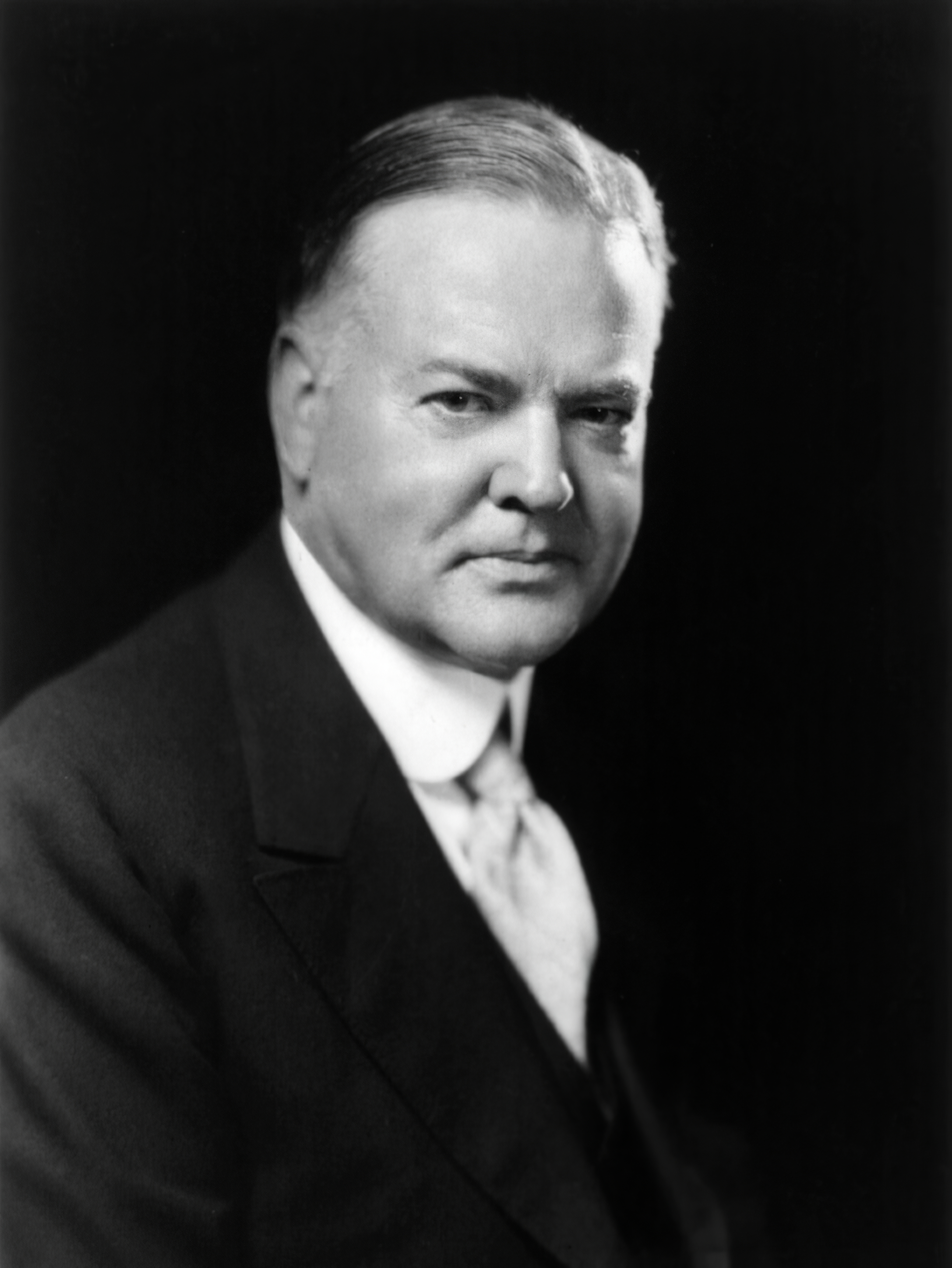
Presidente Hoover em 1928.

A Moratória Hoover foi uma suspensão de um ano das obrigações de reparação da Alemanha na Primeira Guerra Mundial e do pagamento dos empréstimos de guerra que os Estados Unidos haviam concedido aos Aliados em 1917/18. A moratória foi o resultado de uma proposta emitida em 20 de junho de 1931 pelo presidente dos Estados Unidos, Herbert Hoover, que visava aliviar os efeitos da Grande Depressão e da crise financeira internacional em curso e dar tempo para a recuperação.
A proposta foi recebida com reações mistas. A Alemanha acolheu com satisfação o alívio, mas outras nações resistiram, particularmente a França, que dependia fortemente das reparações alemãs para pagar as suas próprias dívidas de guerra, e muitos cidadãos americanos. Após muito lobbying telefónico por parte de Hoover, ele obteve apoio de 15 países até 6 de julho. Foi aprovado pelo Congresso dos Estados Unidos em dezembro.
A moratória fez pouco para desacelerar a crise económica na Europa. A Alemanha foi apanhada numa grande crise bancária, a Grã-Bretanha abandonou o padrão-ouro – os EUA seguiriam o exemplo em 1933 como parte do New Deal do Presidente Franklin Roosevelt – e a França pretendia abordar as questões novamente quando a suspensão de um ano terminasse.
Alguns dos antigos Aliados continuaram a fazer pagamentos aos Estados Unidos após a moratória ter expirado, mas apenas a Finlândia conseguiu e quis cumprir todas as obrigações. Um comité formado sob os termos do Plano Young – uma redução anterior no cronograma de reparações da Alemanha – concluiu que a Alemanha não seria capaz de cumprir com as suas obrigações e recomendou que elas fossem permanentemente canceladas. Na Conferência de Lausanne de 1932, o Reino Unido e a França isentaram a Alemanha das suas obrigações de reparação, desde que pudessem chegar a um acordo com os Estados Unidos relativamente às suas próprias dívidas de guerra pendentes. Embora o Congresso dos Estados Unidos tenha votado contra a proposta de aliviar a dívida da França e do Reino Unido, eles nunca reiniciaram os pagamentos, já que anteriormente as reparações alemãs haviam sido usadas para esse propósito, e as condições económicas impediam que a Alemanha fizesse isso no futuro.